# What Difference Does It Make?
«What Difference Does It Make?» (en españolː ¿Que diferencia hace?) es un sencillo de 1984 de la banda británica, The Smiths. La canción está incluida en el primer álbum del grupo de nombre The Smiths. También se la puede encontrar la canción en el disco recopilatorio Hatful of Hollow. La portada del álbum es un fotograma obtenido de la película The Collector, basada en la novela de John Fowles. Originalmente Terence Stamp (el actor que parece en ella) no permitió que la imagen fuera utilizada, por lo que algunas copias salieron con una versión de la imagen en la que salía el cantante de la banda Morrissey. Posteriormente, Stamp cambió de opinión y dio permiso para utilizar su imagen. Desde entonces las copias con la imagen de Morrissey se han convertido en objeto de coleccionista y son difíciles de encontrar.
Morrissey en varias ocasiones ha afirmado que  "What Difference Does It Make?" está entre las canciones de los Smiths que menos le gustan. Sin embargo la canción se convirtió en uno de los mayores éxitos de la banda llegando al puesto número 12 del UK Singles Chart.

## Listado de canciones
Todas escritas por Morrissey/Marr.

### 7": Rough Trade / RT146
| N.º | Título                                    | Duración |  |
| 1.  | «What Difference Does It Make?» (editado) | 3:49     |  |
| 2.  | «Back to the Old House»                   |          |  |

### 12": Rough Trade / RTT146
| N.º | Título                          | Duración |  |
| 1.  | «What Difference Does It Make?» | 3:49     |  |
| 2.  | «Back to the Old House»         | 3:05     |  |
| 3.  | «These Things Take Time»        | 2:23     |  |

- también en CD como Rough Trade RTT146CD (1988)